# Immanuel
Immanuel (en hebreu: עמנואל) és un assentament israelià localitzat a l'Àrea de Judea i Samaria. Fundat en 1983, va ser declarat consell local en 1985. Segons l'Oficina Central d'Estadístiques d'Israel, en desembre de 2010 comptava amb una població total de 2.900 habitants.